# Al otro lado de la niebla
Pour plus de détails, voir Fiche technique et Distribution.
Al otro lado de la niebla (litt. « De l'autre côté de la brume ») est un film documentaire équatorien en 3D de 2023 coécrit, coproduit et réalisé par Sebastián Cordero. Il raconte les conversations et les expériences de Cordero et Iván Vallejo lors de leur voyage au Népal dans le but de gravir le mont Everest.
Le film a remporté le prix du public et le prix du meilleur son au festival du film équatorien de Kunturñawi, a été nommé meilleur film ibéro-américain au 23e Grande Prêmio do Cinema Brasileiro, meilleur film ibéro-américain au 66e prix Ariel et meilleur film ibéro-américain au 12e prix Macondo. Le film a été sélectionné en tant qu'entrée équatorienne pour le meilleur long métrage international lors de la 97e cérémonie des Oscars. 

## Synopsis
Plus de 20 ans après avoir couronné l'Everest en 1999 et être devenu le premier Équatorien à atteindre le sommet de la montagne, Iván Vallejo a décidé de réaliser un film commémoratif en son honneur, en invitant Sebastián Cordero. Tous deux entreprennent un voyage au Népal pour refaire l'ascension et, au cours de leur odyssée, des débats et des conversations philosophiques et existentielles éclatent entre eux alors qu'ils affrontent les dangers de l'alpinisme.

## Fiche technique
- Titre original : Al otro lado de la niebla[3]
- Réalisation : Sebastián Cordero
- Scénario : Sebastián Cordero, José Cardoso
- Photographie : Sebastián Cordero
- Montage : José Cardoso
- Musique : Boris Vian
- Production : Sebastián Cordero, José Cardoso
- Sociétés de production : Jiráfica Fábrica de Cuentos, Números Primos, Antena Uno Radiovideo
- Pays de production :  Équateur
- Langue originale : espagnol
- Format : couleurs
- Genre : Film documentaire
- Durée : 95 minutes
- Dates de sortie : 
  - Équateur : 6 octobre 2023

## Distribution
- Iván Vallejo : lui-même
- Sebastián Cordero : lui-même
- Bakhta Magar : lui-même
- Carlos Soria : lui-même